# Război proxy

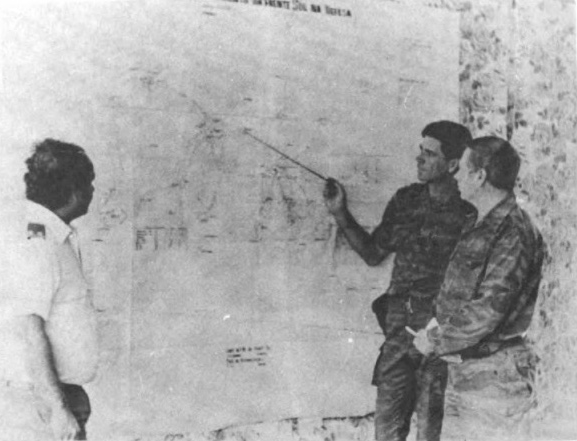
Consilierii militari sovietici care planifică operațiuni în timpul Războiului Civil din Angola (1975–2002), un conflict proxy care a implicat URSS și Statele Unite ale Americii

Un război proxy (sau război ascuns, război din umbră) este un conflict armat între două state sau actori nestatali, unul sau ambii acționând la instigarea altor părți beligerante sau în numele acestora, părți care nu sunt direct implicate în ostilități. Pentru ca un conflict să fie considerat un război proxy, trebuie să existe o relație directă, pe termen lung, între actorii externi și beligeranții implicați. Relația menționată mai sus ia de obicei forma de finanțare, pregătire militară, furnizarea de arme sau alte forme de asistență materială care ajută partea beligerantă să-și susțină efortul de război.